# 萊姆斯通鎮區 (堪薩斯州朱厄爾縣)
萊姆斯通鎮區（英語：Limestone Township）為位在美國堪薩斯州朱厄爾縣的鎮區。2010年美国人口普查中該鎮區人口有49人。

## 地理
萊姆斯通鎮區涵蓋面積102.14平方（39.44平方英里），其中0.02平方公里或0.02%為水域。

### 非建制地區
- 奧蒂戈

### 鄰近鎮區
- 朱厄爾縣
  - 伯奧克鎮區（北）
  - 霍姆伍德鎮區（東北）
  - 中央鎮區（東）
  - 卡爾文鎮區（東南）
  - 愛奧尼亞鎮區（南）
  - 敖德薩鎮區（西南）
  - 埃斯本鎮區（西）
  - 懷特芒德鎮區（西北）

### 墓園
此鎮區擁有2座墓園：路德墓園（Lutheran Cemetery）以及宰恩墓園（Zion Cemetery）。

### 主要公路
- 36号美国国道
- 28號堪薩斯州州道（英语：K-28 (Kansas highway)）
- 128號堪薩斯州州道（K-128）

## 外部連結
- U.S. Board on Geographic Names (GNIS) （页面存档备份，存于）
- United States Census Bureau cartographic boundary files （页面存档备份，存于）
- US-Counties.com
- City-Data.com （页面存档备份，存于）